# Ferdinando Russo (politico 1935)
Ferdinando Russo (Aversa, 27 maggio 1935) è un politico italiano.